# Alvaro Passeri
Alvaro Passeri (Nocera Umbra, 24 novembre 1950) è un regista cinematografico ed effettista italiano.

## Biografia
Inizia la carriera negli anni settanta come scultore e assistente scenografo sia al cinema (Gesù di Nazareth, regia di Franco Zeffirelli, 1977, Inferno, regia di Dario Argento, 1980) che a teatro.
Crea poi la casa di produzione cinematografica Production Film 82 e, con Letizia Mongiardo, la Fantasy Art, una società che produce effetti speciali e per cinema e televisione (Nuovo Cinema Paradiso, regia di Giuseppe Tornatore, 1988, Donne con le gonne, regia di Francesco Nuti, 1991).
Con lo pseudonimo di Al Passeri dirige alcuni film di serie B fanta-horror e thriller, di cui cura anche gli effetti speciali. Gli viene talvolta erroneamente attribuito lo pseudonimo di Massimiliano Cerchi, regista partenopeo con cui ha collaborato.

## Filmografia

### Regia
- Creature dagli abissi (conosciuto anche come Plankton, 1994)
- Il chicco d'oro (1998)
- The Mummy Theme Park (2000)
- Volo per l'inferno (2002)
- Psychovision (2003)

### Scultore
- Gesù di Nazareth, regia di Franco Zeffirelli (1977)
- Tentacoli, regia di Ovidio G. Assonitis (1977)
- Piedone l'africano, regia di Steno (1978)
- Il cacciatore di squali, regia di Enzo G. Castellari (1979)
- Caligola, regia di Tinto Brass (1979)
- Scontri stellari oltre la terza dimensione, regia di Luigi Cozzi (1979)
- Il giorno della passione di Cristo (The Day Christ Died), regia di James Cellan Jones - film TV (1979)
- Il ladrone, regia di Pasquale Festa Campanile (1980)
- Inferno, regia di Dario Argento (1980)
- La locandiera, regia di Paolo Cavara (1980)
- Il pap'occhio, regia Renzo Arbore (1980)
- Alien 2 - Sulla Terra, regia di Ciro Ippolito (1980)
- There Was a Little Girl, regia di Ovidio G. Assonitis (1981)
- L'ultimo squalo, regia di Enzo G. Castellari (1981)
- Piraña paura (Piranha II: The Spawning), regia di James Cameron (1982)
- C'era una volta in America, regia di Sergio Leone (1982)
- Hercules, regia di Luigi Cozzi (1983)
- Adamo ed Eva, la prima storia d'amore, regia di Enzo Doria (1983)
- 2019 - Dopo la caduta di New York, regia di Sergio Martino (1983)
- I ragazzi della valle misteriosa, regia di Marcello Aliprandi - film TV (1983)

### Effetti speciali
- I predatori di Atlantide, regia di Ruggero Deodato (1983)
- I guerrieri dell'anno 2072, regia di Lucio Fulci (1984)
- Wild Beasts - Belve feroci, regia di Franco Prosperi  (1984)
- Quo vadis?, regia di Franco Rossi - serie TV (1984)
- I due carabinieri, regia di Carlo Verdone (1984)
- The Fifth Missile, regia di Larry Peerce - film TV (1985)
- Colpi di luce, regia Enzo G. Castellari (1985)
- Sono un fenomeno paranormale, regia di Sergio Corbucci (1985)
- I pompieri, regia di Neri Parenti (1985)
- Laggiù nella giungla, regia di Stefano Reali (1986)
- The Barbarians, regia di Ruggero Deodato (1986)
- La ragazza dei lillà, regia di Flavio Mogherini (1986)
- Il segreto del Sahara, regia di Alberto Negrin (1986)
- Aenigma, regia di Lucio Fulci (1987)
- Dolls, regia di Stuart Gordon (1987)
- Missione eroica - I pompieri 2, regia di Giorgio Capitani (1987)
- Fuoco incrociato, regia di Alfonso Brescia (1987)
- La stella nel parco, regia di Aldo Lado - serie TV (1987)
- Delitti e profumi, regia di Vittorio De Sisti (1988)
- Gli invisibili, regia di Pasquale Squitieri (1988)
- La ciociara, regia di Dino Risi – serie TV (1988)
- Nuovo Cinema Paradiso, regia di Giuseppe Tornatore (1988)
- Due fratelli, regia di Alberto Lattuada (1988)
- Oceano, regia di Ruggero Deodato - serie TV (1989)
- Cellini - Una vita scellerata, regia di Giacomo Battiato (1989)
- Il giudice istruttore, regia di Florestano Vancini - serie TV (1990)
- Le comiche, regia di Neri Parenti (1990)
- Basta! Adesso tocca a noi, regia di Luciano Emmer (1990)
- Un piede in paradiso, regia di Enzo Barboni (1991)
- Vacanze di Natale '91, regia di Enrico Oldoini (1991)
- Un orso chiamato Arturo, regia di Sergio Martino (1991)
- Le comiche 2, regia di Neri Parenti (1992)
- Cominciò tutto per caso, regia di Umberto Marino (1993)
- Fantozzi in paradiso, regia di Neri Parenti (1993)
- Barnabò delle montagne, regia di Mario Brenta (1993)
- Una pura formalità, regia di Giuseppe Tornatore (1994)
- Le nuove comiche, regia di Neri Parenti (1994)
- Trinità & Bambino... e adesso tocca a noi!, regia di Enzo Barboni (1994)
- Va' dove ti porta il cuore, regia di Cristina Comencini (1996)
- Nostromo (Joseph Conrad's Nostromo), regia di Alastair Reid – serie TV (1995)
- Le affinità elettive, regia di Paolo e Vittorio Taviani (1996)